# 国家海外高层次人才引进计划
国家海外高层次人才引进计划（简称国家“千人计划”）是中华人民共和国引进海外人才的计划。2008年12月由中国共产党中央委员会组织部、中华人民共和国人力资源和社会保障部主管，中央人才工作协调小组组织实施，计划围绕中國发展战略目标，重点引进在海外学习工作的高层次人才。2018年9月29日，千人計划青年項目評審工作小組因考量到海外人才的安全保障，而要求有關單位不得对外公开提及「千人计划」字眼。2020年4月18日，「千人计划」在中国大陆的百度、搜狗等搜索引擎以及微博、微信等社交网络的搜索结果已被屏蔽。2023年8月路透社報導根據國家和地方政策文件、網路招聘廣告和直接知情人士等人說法，目前千人計畫已由工業和信息化部監督的「啟明計畫」（Qiming）取代施行。

## 历史
千人计划由李源潮推动实施，李源潮时任中国共产党中央政治局委员、中央书记处书记兼任中央组织部部长，他负责推动国家中长期人才发展规划和引进海外高层次人才“千人计划”，目的是“从2008年始用5至10年时间，在国家重点创新项目、重点学科和重点实验室、中央企业和国有商业金融机构、以高新技术产业开发区为主的各类园区等，引进2000名左右人才并有重点地支持一批能够突破关键技术、发展高新产业、带动新兴学科的战略科学家和领军人才回国(来华)创新创业”。
2008年12月23日，中共中央办公厅转发《中央人才工作协调小组关于实施海外高层次人才引进计划的意见》。
2008年12月，中共中央组织部等部门印发《引进海外高层次人才暂行办法》、《关于为海外高层次人才提供相应工作条件的若干规定》和《关于海外高层次引进人才享受特定生活待遇的若干规定》。
2010年6月，"千人计划"网站开通。
2010年12月，中央人才工作协调小组批准通过了《青年海外高层次人才引进工作细则》，“青年千人计划”启动。
据自由时报报道，截至2018年底，该计划已分批引進超過6,000人。

## 引进条件
- 一般应在海外取得博士学位，原则上不超过55岁，引进后每年在国内工作一般不少于6个月，
- 并符合下列条件之一：

1. 在国外著名高校、科研院所担任相当于教授职务的专家学者；
2. 在国际知名企业和金融机构担任高级职务的专业技术人才和经营管理人才；
3. 拥有自主知识产权或掌握核心技术，具有海外自主创业经验，熟悉相关产业领域和国际规则的创业人才；
4. 国家急需紧缺的其它高层次创新创业人才。

## 其他國家及地區

### 台湾
据《自由時報》报道，2013年8月任中央大學教授的陳錕山棄職离开台湾，2014年其人入選千人計劃。2014年3月起，陈任职于中国科学院遥感与数字地球研究所。中華民國國家安全局表示陳曾在台參與的研究案未涉机密。
据旺報于2018年的报道，台灣科學家李湘盈入選第13批中國千人計畫青年專案，隨後進入北京大学工作，擔任北京大学生命科学学院研究員。
2019年底，中国国台办表示已有72名台灣專家學者入选千人計畫。中華民國大陸委員會此前曾表示其知悉33人加入其中，并表示公私立大學的專任現職人員參與千人計畫須經主管機關許可，非學校專任現職人員無須政府許可，并就72人一事回应称尚待查证。2021年2月20日，中華民國教育部表示，台大教授李篤中違反兩岸條例未經許可參與中共千人計畫，期间其主持了国家自然科学基金委员会出资的四項研究計劃，涉及總金額达245萬人民幣，處以其30萬新台幣（約7萬人民幣）的罰款，此案例成为中華民國教育部就台灣學者參與中共千人計畫的首次處罰。

### 美國
由於該計劃成功招募美國科學家引起了美國的關注，美國國家情報委員會2018年6月的一份報告指千人計劃動機是“促進以合法和非法方式，將美國的技術、知識產權和專有技術轉移及輸送給中國”。美國和加拿大當局聲稱，中國打算利用參與該計劃的科學家獲得新技術，以獲得經濟和軍事優勢。聯邦調查局表示︰「外國招聘贊助人才計劃是為了將外部知識和創新帶回他們的國家，有時這意味著竊取商業機密、違反出口管制法律或違反利益衝突政策。”2020年1月28日，美國檢方起訴查尔斯·利伯，控其收受武汉理工大学每月最多5万美元的工资，以及每年15万美元的生活费；此外，武汉理工大学更为其提供了150万美元供其在武汉建设实验室开展科研。
2020年5月13日，美国克利夫兰诊所前雇员、“千人计划”学者王擎在家中被捕，原因是他未有披露與千人計劃的關係。但一年後聯邦檢察官駁回了此案。
曾在俄亥俄大学和宾夕法尼亚大学领导一个自身免疫研究团队的风湿病学教授和科研人员郑颂国在向美国国立卫生研究院申请科研经费时隐瞒他參與千人計劃以及与一家中国大学有合作的事实。郑颂国在得知美国开始对他进行调查后打算逃离美国。2020年5月22日，郑颂国在阿拉斯加州的安克雷奇準備乘飛機飞往中国時被捕。2020年11月12日，郑颂国在俄亥俄南区联邦法庭庭審時認罪。

### 日本
不少日本研究人員也參與其中。據《讀賣新聞》報導，24名研究人員承認參與中國的千人計劃並獲得表彰，另有20人被確認參與計劃。2023年6月，日本逮捕国立研究开发法人产业技术综合研究所的中国籍高级主任研究员权恒道，日方认为他可能参与千人计划而泄漏情报。